# Dirphya uniformis
Dirphya uniformis är en skalbaggsart som först beskrevs av Stefan von Breuning 1950.  Dirphya uniformis ingår i släktet Dirphya och familjen långhorningar. Inga underarter finns listade i Catalogue of Life.